# Histriasaurus
Histriasaurus (doslovno prevedeno: istarski gušter) rod je dinosaura koji je živio u ranoj kredi (od Hauterivija do Barremija, prije 136,4 – 125,45 milijuna godina). Njegovi fosili, holotip WN V-6, pronađeni su u vapnencu na morskom dnu na obali istarske općine Bale. Rod je opisao Dalla Vecchia 1998. godine. Pripadnici roda Histriasaurus bili su sauropodi slični rodu Rebbachisaurus, ali su bili primitivniji od njega. Filogenetičke analize objavljene 2007. i 2011. godine stavile su Histriasaurusa kao najviše baznog člana porodice Rebbachisauridae.
Tipičnu vrstu H. boscarollii, opisao je Dalla Vecchia 1998. godine. Specifično ime nosi po Daríju Boscarolliju koji je otkrio nalazište. Iako neki autori osporavaju postojanje taksona Histriasaurus, noviji papiri podupiru originalnu klasifikaciju.

## Vanjske poveznice
- Histriasaurus at Dinosauria On-Line (Backup at WayBack Machine)
- Histriasaurus  Arhivirana inačica izvorne stranice od 6. veljače 2012. (Wayback Machine), Paleobiology Database